# Onasemnogen abeparwowek
Onasemnogen abeparwowek (nazwa handlowa Zolgensma) – lek terapii genowej stosowany w leczeniu rdzeniowego zaniku mięśni (SMA). Należy do najdroższych leków (cena katalogowa w 2022 r. wynosiła 2,125 mln dolarów). Podawany jako jednorazowy wlew dożylny. Został opracowany przez amerykański start-up biotechnologiczny AveXis, który w 2018 roku został przejęty przez Novartis.

## Działanie
Lek jest biofarmaceutykiem składającym się z kapsydów wirusów stowarzyszonych z adenowirusem AAV9, zawierających transgen SMN1 wraz z syntetycznymi promotorami. Podany pacjentowi wektor wirusowy dostarcza poprawny gen do komórek neuronów ruchowych, naprawiając ich kod genetyczny.

## Preparaty
- Zolgensma; od 2022 r. w Polsce jest refundowany przez NFZ dzieciom z SMA w wieku do 6 miesięcy[4].